# Patrick Gerritsen
Patrick Gerritsen (* 13. März 1987 in Oldenzaal) ist ein niederländischer ehemaliger Fußballspieler.

## Karriere

### Verein
Gerritsen gehört seit 2005/06 zum Profikader des FC Twente Enschede. Zuvor spielte er bereits in der Jugendabteilung des Vereins. Gleich in seinem ersten Profijahr hatte er 24 Einsätze und konnte dabei sechs Treffer erzielen. Nachdem Fred Rutten Trainer in Enschede wurde, rückte Gerritsen ins zweite Glied. Nachdem er 2006/07 noch dreimal eingesetzt worden war, absolvierte er in der Folgesaison nicht eine Ligaminute. Auch unter Neu-Trainer Steve McClaren war der Angreifer nur Ersatz und stand im Schatten von Spielern wie Blaise Nkufo, Kenneth Perez und Marko Arnautović. Im Sommer 2009 ließ sich der Stürmer schließlich an den Zweitligisten Go Ahead Eagles Deventer verleihen. Dort kam Gerritsen wieder zu mehr Einsätzen und erreichte zum Saisonende Platz fünf mit seinem Team. 2012 wechselte er in die vierte Liga zu Excelsior 31 und beendete dort 2017 seine aktive Karriere.

### Nationalmannschaft
Gerritsen war U21 Nationalspieler der Niederlande. Als zweitjüngster Spieler im Kader konnte er mit ihnen die U-21-Fußball-Europameisterschaft 2006 gewinnen. Im Turnierverlauf kam er allerdings nur zu einem 45-minütigen Auftritt während der Gruppenphase gegen die dänische Juniorenauswahl.

## Erfolge

### Verein
- UEFA Intertoto Cup mit dem FC Twente Enschede: 2005

### Nationalmannschaft
- Europameister mit der U21: 2006